# Il giuoco delle parti
Il giuoco delle parti è una commedia in tre atti di Luigi Pirandello scritta nel 1918. L'opera è citata anche in un altro lavoro di Pirandello, i Sei personaggi in cerca d'autore: il gruppo teatrale che anima il dramma sta facendo infatti le prove proprio per questa commedia.
La commedia, tratta dalla novella Quando si è capito il giuoco del 1913, fu pubblicata sulla rivista fiorentina Nuova Antologia e nelle edizioni dei Fratelli Treves nel 1919.

## Trama
Tra Leone Gala, che si atteggia a filosofo cinico e Silia, sua moglie, dal carattere superficiale e capriccioso, che odia i discorsi intrisi di logica stringente del marito, si trova nel mezzo, come un vaso di coccio tra vasi di ferro, l'amante di lei, Guido Venanzi completamente dominato dai due. Quest'ultimo non è altro che il passatempo di Silia alla quale il marito ha concesso di averlo per amante, salvando però le esigenze della moralità borghese, riservandosi il diritto di andare a visitare la consorte ufficiale puntualmente per mezz'ora al giorno.
Leone ha risolto il gioco dell'esistenza facendo il vuoto di sentimenti e passioni dentro di sé ma, poiché bisogna pur dare un fondamento alla propria vita, un qualunque significato che giustifichi il fatto stesso di vivere, si è assunto la veste di filosofo intrattenendosi in discussioni dottrinali con il suo cameriere Filippo, che non a caso è chiamato Socrate. Un altro espediente, un giocattolo che Leone ha trovato per colorire il tempo della sua vita, è la passione per l'arte culinaria.
Silia non sopporta più la continua derisione razionale del marito che «...guarda e capisce tutto punto per punto, ogni mossa, ogni gesto, facendoti prevedere con lo sguardo l'atto che or ora farai così che tu, sapendolo, non provi più nessun gusto a farlo». Questo continuo esser messa sotto il microscopio della ragione fa desiderare a Silia la morte del marito. Chiede quindi all'amante di ucciderlo, ma Guido si rifiuta.
Ma il caso mette a disposizione di Silia un'occasione per realizzare il suo scopo: nel suo stesso palazzo abita una prostituta di alto bordo, una certa Pepita di origine spagnola, e accade che una compagnia di gaudenti ubriachi scambino la casa di Silia per quella di Pepita e, nonostante le rimostranze della donna, pretendono di avere quello per cui sono venuti.
Silia in un primo momento si risente, offesa dal loro comportamento, ma poi pensa di usarli per il suo progetto di uccisione del marito. Manda la sua cameriera a chiamare i vicini, per renderli testimoni della grave offesa ricevuta e, nonostante i signori ubriachi alla fine chiedano scusa, si mostra irremovibile nel pretendere una riparazione per il suo onore macchiato che dovrà esser lavato dal marito con un duello.
Leone riconosce, in apparenza, le buone ragioni apportate da Silia e dal suo amante, ma in realtà ha ben compreso il loro piano. Accetterà di sfidare formalmente, appunto come marito pro forma, l'offensore della moglie, il celebre spadaccino, il marchesino Miglioriti, ma poi chi si dovrà battere realmente con questi sarà Venanzi, poiché è lui in realtà l'effettivo marito di sua moglie.
Ognuno dovrà fare la sua parte e quella di Venanzi sarà di essere ucciso nel duello all'ultimo sangue.
Leone, amareggiato dall'accaduto, non trarrà soddisfazione dalla sua vendetta, così ben congegnata razionalmente, perché alla fine sono i sentimenti che prevalgono e quella della ragione, sostiene Pirandello, è sempre una vittoria illusoria da cui si esce sconfitti.